# Liste von Sprengstoffanschlägen im Jahr 2011
Die Liste von Sprengstoffanschlägen im Jahr 2011 erfasst Anschläge mit Sprengladungen und anderen Spreng- und Brandvorrichtungen gegen Einrichtungen und Ansammlungen von Menschen, die im Jahr 2011 passierten. Zu den Formen zählen unter anderem Auto- und Rucksackbomben. Siehe auch Liste von Anschlägen auf Verkehrsflugzeuge.

## Liste
| Datum               | Ereignis | Ort                | Staat       | Tote    | Verletzte | Anmerkung, Quellen |
| ------------------- | --- | ------------------ | ----------- | ------- | --------- | --- |
| 1. Jan. (00:30 Uhr) | Terroranschlag am 1. Januar 2011 in Alexandria | Alexandria         | Ägypten     | 22 (+1) | 97        | [ 1 ] |
| 12. Jan.            | Selbstmordattentat mit Motorradbombe auf NDS-Bus | Kabul              | Afghanistan | 2 (+1)  | 27        | [ 2 ] |
| 18. Jan.            | Selbstmordattentat auf Polizeirekruten | Tikrit             | Irak        | 60 (+1) | 150       | [ 3 ] |
| 20. Jan.            | Anschlag mit 2 Autobomben auf schiitische Pilger | Kerbela            | Irak        | 50      | 150       | [ 4 ] [ 5 ] |
| 24. Jan.            | Terroranschlag am Flughafen Moskau-Domodedowo | Moskau             | Russland    | 37 (+1) | 168       | Selbstmordattentat auf den Flughafen Moskau-Domodedowo                                                                          |
| 24. Jan.            | Anschlag mit 2 Autobomben auf schiitische Pilger | Kerbela            | Irak        | 18      | 34        | [ 7 ] |
| 24. Jan.            | Anschlag mit 2 Autobomben auf schiitische Pilger | Kerbela            | Irak        | 25      | 40        | [ 8 ] |
| 25. Jan.            | Selbstmordattentat auf schiitische Prozession | Lahore             | Pakistan    | 10 (+1) | 70        | [ 9 ] |
| 27. Jan.            | Anschlag mit Autobombe auf Beerdigung | Bagdad             | Irak        | 35      | 65        | [ 10 ] |
| 28. Jan.            | Granatenangriff auf Bushaltestelle und Zivilisten | Kigali             | Ruanda      | 2       | 32        | [ 11 ] |
| 9. Feb.             | Anschlag mit 2 Autobomben auf Polizeistreifen | Kirkuk             | Irak        | 7       | 78        | [ 12 ] |
| 9. Feb.             | Selbstmordattentat mit Autobombe auf Pilger | Dudschail          | Irak        | 9 (+1)  | 43        | [ 13 ] |
| 10. Feb.            | Selbstmordattentat auf Militärrekrutierungszentrum | Mardan             | Pakistan    | 31 (+1) | 40        | [ 14 ] |
| 12. Feb.            | Selbstmordattentat auf Pilger | Samarra            | Irak        | 48 (+1) | 80        | [ 15 ] |
| 17. Feb.            | Anschlag mit Autobombe auf Autohändler | Diyala             | Irak        | 6       | 32        | [ 16 ] |
| 19. Feb.            | Selbstmordattentat auf Bank und Soldaten | Dschalalabad       | Afghanistan | 40 (+6) | 73        | [ 17 ] |
| 21. Feb.            | 4 Selbstmordattentate mit Autobomben auf Polizeitrainingszentrum | Mogadischu         | Somalia     | 15 (+4) | 35        | [ 18 ] |
| 21. Feb.            | Selbstmordattentat mit Autobombe auf Polizisten | nahe Samarra       | Irak        | 13 (+1) | 25        | [ 19 ] |
| 1. Mrz.             | Anschlag mit Schusswaffen und Granaten auf Mädchenschule | Khyber Pakhtunkhwa | Pakistan    | 1       | 21        | [ 20 ] |
| 3. Mrz.             | Selbstmordattentat auf Bank | Haditha            | Irak        | 10 (+1) | 26        | [ 21 ] |
| 8. Mrz.             | Anschlag mit Autobombe auf Tankstelle und Regierungsgebäude | Faisalabad         | Pakistan    | 25      | 100+      | [ 22 ] |
| 9. Mrz.             | Selbstmordattentat auf Beerdigung | Khyber Pakhtunkhwa | Pakistan    | 25 (+1) | 50        | [ 23 ] |
| 23. Mrz.            | Sprengstoffanschlag auf Zivilisten | Jerusalem          | Israel      | 1       | 20        | [ 24 ] |
| 27. Mrz.            | Sprengstoffanschlag auf Passagierbus |                    | Nepal       | 1       | 22        | [ 25 ] |
| 29. Mrz.            | Selbstmordattentate auf Regierungsgebäude | Tikrit             | Irak        | 65 (+?) | 95        | [ 26 ] |
| 3. Apr.             | Selbstmordattentat auf Schrein | Dera Ghazi Khan    | Pakistan    | 50 (+2) | 102       | [ 27 ] |
| 11. Apr.            | Anschlag auf die Metro Minsk | Minsk              | Belarus     | 15      | 204       | [ 28 ] |
| 11. Apr.            | Anschlag mit 2 Autobomben auf Markt | Falludscha         | Irak        | 6       | 20        | [ 29 ] |
| 12. Apr.            | Mörserangriff auf Militärstützpunkt | Mogadischu         | Somalia     | 4       | 45        | [ 30 ] |
| 15. Apr.            | Selbstmordattentat auf Moschee in Polizeianlage | Cirebon            | Indonesien  | 0 (+1)  | 29        | [ 31 ] |
| 21. Apr.            | Selbstmordattentat auf Spielhalle | Karatschi          | Pakistan    | 15 (+1) | 30        | [ 32 ] |
| 26. Apr.            | Anschlag mit Motorradbombe und Sprengsatz auf Militärbusse | Karatschi          | Pakistan    | 5       | 56        | [ 33 ] [ 34 ] |
| 28. Apr.            | Terroranschlag in Marrakesch | Marrakesch         | Marokko     | 17      | 24        | Selbstmordattentat auf Moschee                                                                                                  |
| 3. Mai              | Anschlag mit Schusswaffen und Landmine auf Polizisten | Jharkhand          | Indien      | 11      | 40        | [ 37 ] |
| 3. Mai              | Anschlag mit Autobombe auf Markt | Bagdad             | Irak        | 9       | 27        | [ 38 ] |
| 6. Mai              | Sprengstoffanschlag auf Spielhalle | Karatschi          | Pakistan    | 3       | 21        | [ 39 ] |
| 13. Mai             | Selbstmordattentat auf Trainingszentrum | Shabqadar          | Pakistan    | 80 (+2) | 140       | [ 40 ] |
| 14. Mai             | Sprengstoffanschlag auf Passagierbus | nahe Islamabad     | Pakistan    | 7       | 20        | [ 41 ] |
| 17. Mai             | Terroranschlag in Aqtöbe 2011 | Aqtöbe             | Kasachstan  | 0 (+1)  | 2         | Selbstmordattentat auf Regierungsgebäude                                                                                        |
| 26. Mai             | Selbstmordattentat mit Autobombe auf Regierungsgebäude | Hangu              | Pakistan    | 32 (+1) | 52        | [ 43 ] |
| 29. Mai             | Sprengstoffanschläge auf Zivilisten |                    | Nigeria     | 16      | 58        | [ 44 ] [ 45 ] [ 46 ] |
| 3. Jun.             | Selbstmordattentat auf Moschee | Tikrit             | Irak        | 19 (+1) | 72        | [ 47 ] |
| 5. Jun.             | Selbstmordattentat auf Bäckerei | Khyber Pakhtunkhwa | Pakistan    | 18 (+1) | 28        | [ 48 ] |
| 6. Jun.             | Selbstmordattentat mit Autobombe auf Präsidentenpalast | Tikrit             | Irak        | 12 (+1) | 20        | [ 49 ] |
| 6. Jun.             | Raketenangriff auf US-Militärstützpunkt | Bagdad             | Irak        | 6       | 20        | [ 50 ] |
| 11. Jun.            | Selbstmordattentat mit Motorradbombe und Sprengsatz auf Geschäfts- und Hotelkomplex und Ersthelfer                                                                                  | Peschawar          | Pakistan    | 35 (+1) | 80        | [ 51 ] [ 52 ] |
| 14. Jun.            | 4 Selbstmordattentate mit Autobombe auf Regierungsgebäude | Baquba             | Irak        | 4 (+4)  | 25        | [ 53 ] |
| 23. Jun.            | Sprengstoffanschlag auf Husainīya und Markt | Bagdad             | Irak        | 21      | 82        | [ 54 ] [ 55 ] |
| 24. Jun.            | Sprengstoffanschlag auf Eiscafé | Kunduz             | Afghanistan | 10      | 24        | [ 56 ] |
| 25. Jun.            | Selbstmordattentat mit Autobombe auf Krankenhaus | Lugar              | Afghanistan | 38 (+1) | 100       | [ 57 ] |
| 26. Jun.            | Anschlag mit Schusswaffen und Sprengstoff auf Biergarten | Maiduguri          | Nigeria     | 25      | 30        | [ 58 ] |
| 30. Jun.            | Sprengstoffanschlag auf Passagierbus und Zivilisten | Nimrus             | Afghanistan | 20      | 30        | [ 59 ] |
| 5. Jul.             | Selbstmordattentat mit Autobombe auf Regierungsgebäude | Tadschi            | Irak        | 34 (+1) | 58        | [ 60 ] |
| 10. Jul.            | Sprengstoffanschlag auf Zivilisten | Kaduna             | Nigeria     | 0       | 20        | [ 61 ] |
| 10. Jul.            | Sprengstoffanschlag auf Expresszug | nahe Guwahati      | Indien      | 0       | 100       | [ 62 ] |
| 11. Jul.            | Selbstmordattentat auf Kundgebung | Khyber Pakhtunkhwa | Pakistan    | 7 (+1)  | 23        | [ 63 ] |
| 13. Jul.            | Sprengstoffanschläge | Mumbai             | Indien      | 26      | 130       | [ 64 ] [ 65 ] [ 66 ] [ 67 ] |
| 13. Jul.            | Granatenangriff auf Markt und Zivilisten | Cyangugu           | Ruanda      | 0       | 21        | [ 68 ] |
| 22. Jul.            | Anschläge in Norwegen 2011 | Oslo               | Norwegen    | 77      | 319+      | Anschlag mit Autobombe und Schusswaffen auf das Regierungsviertel und ein Jugendlager                                           |
| 24. Jul.            | Selbstmordattentat mit Autobombe auf Militärpatrouille | Aden               | Jemen       | 5 (+1)  | 25        | [ 71 ] |
| 28. Jul.            | Anschlag mit Autobombe und Selbstmordattentäter auf Polizisten | Tikrit             | Irak        | 12 (+1) | 31        | [ 72 ] |
| 29. Jul.            | Anschlag mit Schusswaffen und Sprengstoff auf Zivilisten | Mastung            | Pakistan    | 2       | 30        | [ 73 ] |
| 11. Aug.            | Sprengstoffanschlag auf Moschee | Ramadi             | Irak        | 4       | 23        | [ 74 ] |
| 15. Aug.            | Anschlag mit Autobombe und Sprengsatz auf Marktplatz und Zivilisten | Kut                | Irak        | 40      | 68        | [ 75 ] |
| 19. Aug.            | Selbstmordattentat auf Moschee und Zivilisten | Jamrud             | Pakistan    | 56 (+1) | 123       | [ 76 ] |
| 25. Aug.            | Selbstmordattentat mit Autobombe auf Moschee | Basra              | Irak        | 3 (+1)  | 35        | [ 77 ] |
| 26. Aug.            | Selbstmordattentat mit Autobombe auf UN-Gebäude | Abuja              | Nigeria     | 23 (+1) | 81        | [ 78 ] |
| 25. Aug.            | Selbstmordattentat auf Moschee | Bagdad             | Irak        | 24 (+1) | 30        | [ 79 ] [ 80 ] |
| 30. Aug.            | Selbstmordattentate auf Café, Polizisten und Zivilisten | Grosny             | Russland    | 9 (+3)  | 23        | [ 81 ] |
| 31. Aug.            | Selbstmordattentat mit Autobombe auf Zivilisten | Quetta             | Pakistan    | 10 (+1) | 25        | [ 82 ] |
| 4. Sep.             | Selbstmordattentat mit Autobombe auf Polizisten | Kandahar           | Afghanistan | 2 (+1)  | 20        | [ 83 ] |
| 7. Sep.             | Sprengstoffanschlag auf den obersten Gerichtshof | Neu-Delhi          | Indien      | 15      | 45        | [ 84 ] |
| 11. Sep.            | Anschlag mit Autobombe auf Militärstützpunkt | Wardak             | Afghanistan | 5       | 94        | [ 85 ] |
| 13. Sep.            | Selbstmordattentat mit Panzerfäusten und Sturmgewehren auf US-Botschaft, Regierungsgebäude, NATO-Hauptquartier, Gefängnis und Flughafen                                             | Kabul              | Afghanistan | 4+ (+8) | 20+       | [ 86 ] [ 87 ] [ 88 ] |
| 14. Sep.            | Anschlag mit Autobombe auf Restaurant | Babil              | Irak        | 5       | 41        | [ 89 ] |
| 15. Sep.            | Selbstmordattentat auf Beerdigungszug und Zivilisten | Khyber Pakhtunkhwa | Pakistan    | 46 (+1) | 57        | [ 90 ] |
| 16. Sep.            | Anschlag mit Autobombe und 2 Motorradbomben auf chinesische Gemeinschaftsorganisation, Rettungskräfte und Zivilisten                                                                | Narathiwat         | Thailand    | 4       | 118       | [ 91 ] [ 92 ] [ 93 ] |
| 19. Sep.            | Anschlag mit Schusswaffen und Granaten auf Zivilisten | Bujumbura Rural    | Burundi     | 36      | 20        | [ 94 ] |
| 19. Sep.            | Anschlag mit Motorradbombe auf Zivilisten | Peschawar          | Pakistan    | 6       | 33        | [ 95 ] |
| 20. Sep.            | Anschlag in Ankara am 20. September 2011 | Ankara             | Türkei      | 3       | 34+       | |
| 22. Sep.            | Anschlag mit Autobomben, Selbstmordattentätern und Sprengsatz auf Polizisten, Zivilisten und Ersthelfer                                                                             | Machatschkala      | Russland    | 2 (+2)  | 122       | [ 96 ] [ 97 ] |
| 25. Sep.            | Anschlag mit 3 Autobomben, Motorradbombe und Sprengsatz auf Regierungsgebäude | Kerbela            | Irak        | 9       | 85        | [ 98 ] [ 99 ] [ 100 ] |
| 25. Sep.            | Selbstmordattentat auf Kirche | Surakarta          | Indonesien  | 0 (+1)  | 22        | [ 101 ] |
| 29. Sep.            | Selbstmordattentat mit Autobombe auf Bank | Kirkuk             | Irak        | 3 (+1)  | 60        | [ 102 ] |
| 30. Sep.            | Anschlag mit Autobombe auf Beerdigung | Hilla              | Irak        | 18      | 63        | [ 103 ] |
| 4. Okt.             | Selbstmordattentat mit Autobombe auf Regierungsgebäude | Mogadischu         | Somalia     | 100+    | 160+      | [ 104 ] |
| 7. Okt.             | Sprengstoffanschlag auf Fahrzeug und Ersthelfer | Bagdad             | Irak        | 5       | 21        | [ 105 ] |
| 10. Okt.            | Anschlag mit Landmine auf Bus | Unity              | Südsudan    | 20      | 5         | [ 106 ] |
| 13. Okt.            | Anschlag mit Autobombe und Sprengsatz auf Markt und Ersthelfer | Bagdad             | Irak        | 18      | 50        | [ 107 ] |
| 25. Okt.            | Anschläge mit 16 Motorradbomben auf Geschäfte, Obststand, Infrastruktur, Schule, Tankstelle, Autohaus, Restaurants, Hotel, Lebensmittelzentrum, Märkte, Bildungsbüro und Biergarten | Yala               | Thailand    | 2       | 50        | [ 108 ] [ 109 ] [ 110 ] [ 111 ] [ 112 ] [ 113 ] [ 114 ] [ 115 ] [ 116 ] [ 117 ] [ 118 ] [ 119 ] [ 120 ] [ 121 ] [ 122 ] [ 123 ] |
| 27. Okt.            | Sprengstoffanschlag auf CD-Handlung und Ersthelfer | Bagdad             | Irak        | 20      | 51        | [ 124 ] [ 125 ] |
| 29. Okt.            | Selbstmordattentat auf Zivilisten | Bingöl             | Türkei      | 2 (+1)  | 20        | [ 126 ] [ 127 ] [ 128 ] |
| 2. Nov.             | Anschlag mit 3 Motorradbomben auf Zivilisten | Basra              | Irak        | 7       | 22        | [ 129 ] |
| 2. Nov.             | Sprengstoffanschlag auf Motel | Wazirabad          | Pakistan    | 0       | 25        | [ 130 ] |
| 3. Nov.             | Anschlag mit Autobombe und Selbstmordattentäter auf Militärstützpunkt, Milizionäre und Ersthelfer                                                                                   | Baquba             | Irak        | 5 (+1)  | 22        | [ 131 ] |
| 4. Nov.             | Sprengstoffanschläge auf Polizeihauptquartier, Polizeistationen, Kirchen und Zivilisten                                                                                             | Damaturu           | Nigeria     | 60      | 100       | [ 132 ] [ 133 ] [ 134 ] [ 135 ] [ 136 ] [ 137 ] [ 138 ] [ 139 ] [ 140 ] [ 141 ]                                                 |
| 12. Nov.            | Selbstmordattentat mit Schusswaffen auf Sicherheitskräfte und Zivilisten | Taras              | Kasachstan  | 7 (+1)  | 0         | [ 142 ] |
| 24. Nov.            | Anschlag mit Motorradbombe und Sprengsätzen auf Markt, Soldaten und Zivilisten | Basra              | Irak        | 21      | 80        | [ 143 ] |
| 27. Nov.            | Sprengstoffanschlag auf Hotel | Zamboanga City     | Philippinen | 3       | 27        | [ 144 ] |
| 30. Nov.            | Sprengstoffanschlag auf Zivilisten | Mogadischu         | Somalia     | 4       | 39        | [ 145 ] |
| 1. Dez.             | Anschlag mit Autobombe auf Zivilisten | Diyala             | Irak        | 10      | 25        | [ 146 ] |
| 2. Dez.             | Selbstmordattentat mit Autobombe auf NATO-Stützpunkt | Lugar              | Afghanistan | 1 (+1)  | 70        | [ 147 ] |
| 5. Dez.             | Anschlag mit Autobombe auf schiitische Pilger | Hilla              | Irak        | 16      | 45        | [ 148 ] |
| 5. Dez.             | Anschlag mit Autobombe auf schiitische Pilger | Babil              | Irak        | 8       | 56        | [ 149 ] |
| 6. Dez.             | Selbstmordattentat auf Schrein | Kabul              | Afghanistan | 55 (+1) | 134       | [ 150 ] [ 151 ] |
| 6. Dez.             | Sprengstoffanschlag auf Zivilisten | Masar-e Scharif    | Afghanistan | 4       | 21        | [ 152 ] |
| 14. Dez.            | Anschlag mit 2 Autobomben auf Markt | Tal Afar           | Irak        | 4       | 27        | [ 153 ] [ 154 ] |
| 18. Dez.            | Granatenangriff auf Polizeifahrzeug und Zivilisten | Chost              | Afghanistan | 0       | 20        | [ 155 ] |
| 21. Dez.            | Sprengstoffanschlag auf Soldaten, Polizisten und Zivilisten | Pattani            | Thailand    | 0       | 22        | [ 156 ] |
| 22. Dez.            | Anschlagsserie in Bagdad am 22. Dezember 2011 | Bagdad             | Irak        | 7       | 21        | Sprengstoffanschlag auf Polizeistreife                                                                                          |
| 22. Dez.            | Anschlagsserie in Bagdad am 22. Dezember 2011 | Bagdad             | Irak        | 18      | 44        | Anschlag mit Autobombe auf Zivilisten                                                                                           |
| 23. Dez.            | 2 Selbstmordattentate mit Autobomben auf Militärgebäude, Regierungsgebäude und Zivilisten                                                                                           | Damaskus           | Syrien      | 44 (+2) | 166       | [ 159 ] [ 160 ] |
| 25. Dez.            | Sprengstoffanschlag auf katholische Kirche | nahe Abuja         | Nigeria     | 37      | 57        | [ 161 ] |
| 25. Dez.            | Selbstmordattentat auf Beerdigung | Tachar             | Afghanistan | 19 (+1) | 40        | [ 162 ] |
| 26. Dez.            | Selbstmordattentat mit Autobombe auf das Innenministerium | Bagdad             | Irak        | 7 (+1)  | 32        | [ 163 ] |
| 30. Dez.            | Selbstmordattentat mit Autobombe auf Wohngebäude und Zivilisten | Quetta             | Pakistan    | 13 (+1) | 30        | [ 164 ] |